# Sequential Circuits Prophet 5
De Prophet-5 is een analoge synthesizer, gemaakt door Sequential Circuits tussen 1978 en 1984. Het was een van de eerste synthesizers met de mogelijkheid om patches op te slaan en weer op te roepen. Het was ook een van de eerste polyfone synthesizers. Zoals de naam al suggereert was de Prophet 5 5-stemmig polyfoon.
De Prophet-5 is ook uitgebracht in een dubbele versie, de Prophet-10. Deze was 10-stemmig polyfoon en was uitgerust met 2 toetsenborden boven elkaar.

## Beschrijving
De Prophet-5 was een van de eerste polyfone analoge synthesizers. Voor de klankopwekking wordt hetzelfde principe gebruikt als bv. de Minimoog.
De Prophet-5 was de eerste polyfone synthesizer die gebruik maakte van een microchip, waarin alle instellingen opgeslagen konden worden in het geheugen. Voor de Prophet-5 hadden synthesizers alleen maar presets die door de fabrikant waren vastgelegd. Deze presets konden veranderd worden, maar na het uitzetten van het apparaat waren deze instellingen weg en moest men weer terug naar de presets. Bij de Prophet-5 konden alle instellingen opgeslagen worden in het geheugen en na het uit- en aanzetten van het apparaat weer opgeroepen worden.
Ook was het mogelijk om het complete interne geheugen van de Prophet-5 op te slaan op een compactcassette. Dit gaf de mogelijkheid een back-up te maken van het geheugen, maar ook om de geluiden bij een andere Prophet-eigenaar in te laden.
De Prophet-5 was makkelijk in een personenauto te vervoeren en kon door één persoon getild worden.
Door zijn compacte formaat was hij tevens makkelijk op andere toetsinstrumenten te plaatsen, zoals een elektrische piano of orgel.
De Prophet-5 is tussen 1978 en 1983 in verschillende versies op de markt gebracht.
De eerste versie die in productie ging was de Rev-2. Hiervan zijn er maar een paar honderd vervaardigd. De Rev-2 was nogal onderhevig aan kinderziektes, die er na 3 jaar werden uitgewerkt door een nieuwe versie van de Prophet-5 uit te brengen. Dit werd de Rev-3, die qua ontwerp ook een aantal cosmetische veranderingen had ondergaan. De knoppen van de filtersectie stonden iets anders en de volumeknop was verplaatst van ver boven in de hoek naar dichter bij het klavier. Om een geluid te kunnen veranderen hoefde de edit-knop ook niet meer gebruikt te worden. Het optische verschil tussen een Rev-2 en Rev-3 is het duidelijkst te zien als men aan de rechter bovenkant kijkt van het paneel. Daar is bij de Rev-3 een extra rij druktoetsen te zien. Dit is de cassette-interface die de bovengenoemde opslag van het interne geheugen mogelijk maakte.
Het grootste verschil tussen de Rev-2 en Rev-3 was de verandering van chipfabrikant. Op de Rev-2 werden SEM-chips gebruikt. Omdat deze niet geheel stabiel bleken te zijn is Sequential overgestapt op de Curtis-chips.

### MIDI
Rev-3 Prophets kunnen voorzien worden van een MIDI-interface. Begin 1983 werd een budgetuitvoering van de Prophet-5 (de Prophet-600) voor het eerst uitgevoerd met deze interface, die de koers van de elektronische muziek drastisch zou gaan veranderen.

### Geheugen
Het aantal geheugenplaatsen op de Prophet-5 is lang standaard bij 40 gebleven. Op vroege Rev-3 Prophets was het mogelijk het geheugen te vergroten naar 120, maar hiervoor moesten extra switches aangebracht worden, meestal boven de modulatiewielen. De Rev-3.3 (laatste versie) had standaard 120 geheugenplaatsen, die middels de bestaande druktoetsen gekozen konden worden.

### Klavier
Het klavier van de Prophet-5 is gemaakt door de firma Pratt-Reed, die voor vele andere synthesizers klavieren maakte eind jaren 70 begin jaren 80. Een terugkerend probleem bij deze klavieren is dat de rubber bushings, die zich binnen de toetsen bevinden, na verloop van tijd verdrogen.
Dit heeft als gevolg dat de toetsen slechter contact gaan maken, maar ook gaan de toetsen ongelijk staan. Uiteindelijk zullen de toetsen helemaal geen contact meer maken en moeten de rubbers vervangen worden.

### Muziek
Op het debuutalbum van de Engelse funkformatie Level 42 uit 1981 wordt de Prophet-5 veelvuldig gebruikt. Ook Japan's toetsenist Richard Barbieri maakte veelvuldig gebruik van de Prophet-5 en was een ware meester in het programmeren ervan. The Pointer Sisters hebben de Prophet-5 gebruikt in hun hits I'm So Excited, Automatic en Jump (for my love). ABBA gebruikte deze synthesizer op het album Super Trouper uit 1980 en The Visitors uit 1981. Nog een bekende hit met daarin een Prophet 5 is Break my stride van Matthew Wilder uit 1984. Ook BZN gebruikte een Prophet 5.

### Softwarematige simulaties
De Prophet-5 (rev. 3) is softwarematig gemodelleerd door Native Instruments en werd tot 2009 op de markt gebracht onder de naam PRO-53. Ook is er een versie uitgebracht door Arturia, die een hybride is tussen de Prophet-5 en de Prophet VS. Daarnaast zijn er diverse freeware clones, zoals Prophanity, Prodigious Synthesizer, SCI Prophet 5. Tevens is er een variant op de markt, Messiah, die geïnspireerd is door de Prophet, maar met volledige andere (virtuele) oscillatoren is uitgerust.